# Disputa pela Nova Guiné Ocidental

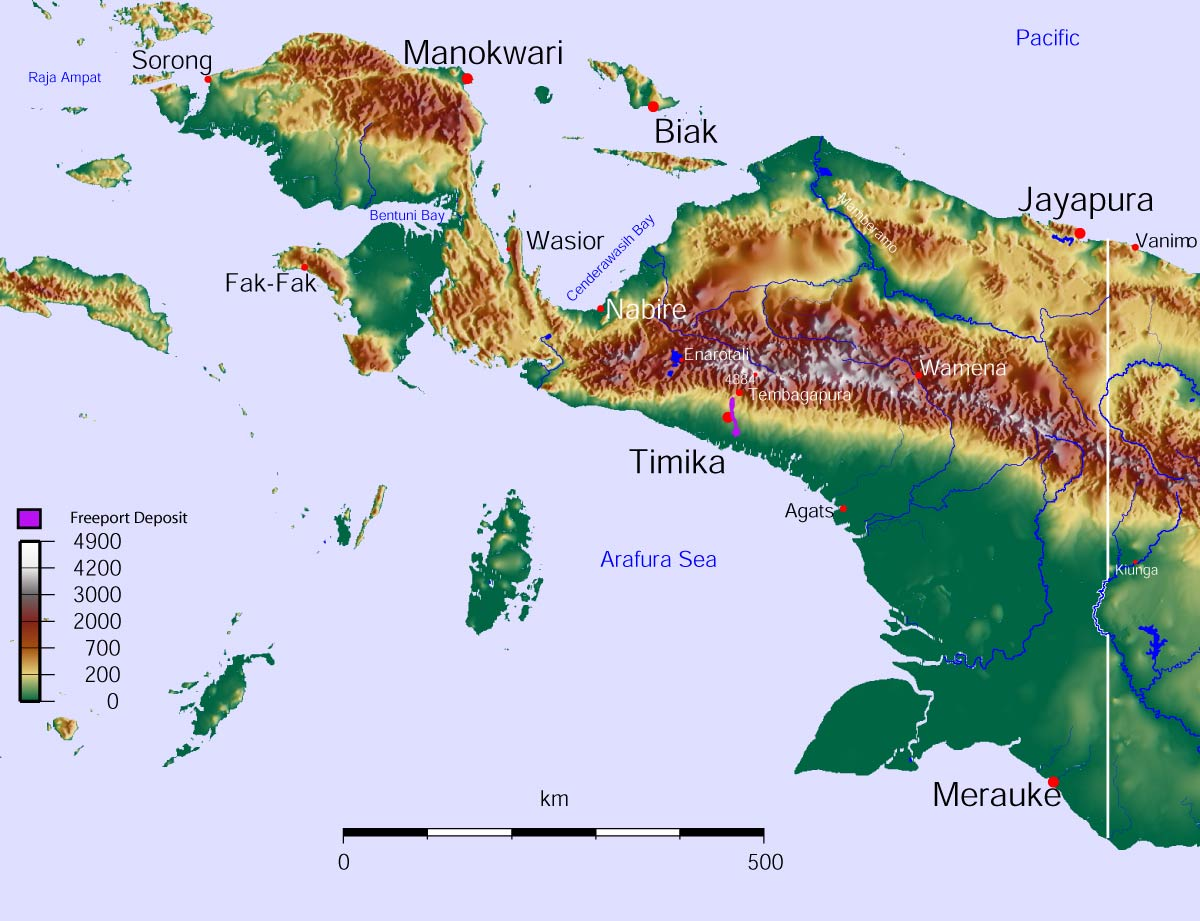
O disputado território de Papua Ocidental

A disputa pela Nova Guiné Ocidental (1950-1962), também conhecida como disputa por Iriã Ocidental, foi um conflito diplomático e político entre os Países Baixos e a Indonésia pelo território da Nova Guiné Holandesa. Embora os Países Baixos tinham cedido soberania para a Indonésia em 27 de dezembro de 1949, na sequência de uma violenta luta pela independência, o governo indonésio sempre reivindicou a metade controlada pelos neerlandeses da Nova Guiné, com base em que havia pertencido as Índias Orientais Holandesas e que a nova República da Indonésia era sucessora legítima da ex-colônia holandesa. Durante a primeira fase da disputa por Iriã Ocidental (1950-1954), a Indonésia buscou negociações bilaterais com os Países Baixos. Durante a segunda fase (1954-1958), a Indonésia tentou angariar apoio para suas reivindicações territoriais na Assembleia Geral das Nações Unidas.
Durante a terceira fase (1960-1962), a Indonésia levou a cabo uma política de confronto contra os Países Baixos, que combinou pressão diplomática, política e econômica com força militar limitada. A fase final do confronto indonésio envolveu também uma invasão militar planejada do território. Os indonésios também garantiram armas e apoio militar e político da União Soviética, o que levou os Estados Unidos a intervir no conflito como um terceiro mediador entre a Indonésia e os Países Baixos. Na sequência do Acordo de Nova Iorque em 15 de agosto de 1962, os Países Baixos sob pressão estadunidense, entregou Nova Guiné Ocidental para a Autoridade Executiva Temporária das Nações Unidas, que, posteriormente, entregou o território à Indonésia, em 31 de maio de 1963. Depois de um plebiscito controverso em 1969, Nova Guiné Ocidental foi formalmente integrada na Indonésia.